# Modong (Tanah Abang)
Modong is een bestuurslaag in het regentschap Muara Enim van de provincie Zuid-Sumatra, Indonesië. Modong telt 1153 inwoners (volkstelling 2010).